# クリス・アレン
クリストファー・ニール・アレン（Kristopher Neil Allen 1985年6月21日 - ）別名：クリス・アレンは、アメリカ合衆国アーカンソー州コンウェイ郡出身の歌手で、フォックス放送のオーディション番組『アメリカン・アイドル』シーズン8の優勝者。

## キャリア

### アメリカン・アイドル
ケンタッキー州ルイビルでの予選に出場し合格。ハリウッド予選へのゴールドチケットを得た。ハリウッド予選の段階ではあまり注目されておらずオンエアに載らない回も存在した。本選の多くでクリスは選んだ曲をフォークよりのアレンジで演奏。また本選ではアコースティック・ギターやエレクトリックギター、キーボード、ピアノなど様々な楽器の演奏を見せた。
放送回を重ねるごとにクリスは頭角を現し、途中、何度か審査員のサイモン・コーウェルからスターが持ち合わせているべき「自信」の欠落を指摘されたものの、概ね審査員からは安定して高い評価を受け続けた。準決勝（Top3）ではワンリパブリックの「アポロジャイズ」、カニエ・ウェストの「ハートレス」を歌い、審査員からは特に後者についてそのアレンジも含め、高い評価を受けた。決勝戦（Top2）ではビル・ウィザースの「消えゆく太陽」、マーヴィン・ゲイの「ホワッツ・ゴーイン・オン」、そして優勝者のデビュー・シングルとなる「ノー・バウンダリーズ」の3曲を歌い、もう1人の候補者であるアダム・ランバートとの間で戦いを繰り広げた。メディアはアダムの優勢を伝え、更に彼の優勝を確実視していたものの、2009年5月20日、視聴者による投票の結果、クリスがシーズン8優勝者の座を手にした。

#### パフォーマンス/結果
| ウィーク                    | テーマ                                                                               | 選曲                                                                   | オリジナル・アーティスト                                              | Order | 結果    |
| --------------------------- | ------------------------------------------------------------------------------------ | ---------------------------------------------------------------------- | --------------------------------------------------------------------- | ----- | ------- |
| オーディション              | 自身による選曲                                                                       | 「ソング・フォー・ユー」                                               | レオン・ラッセル                                                      | N/A   | 進出    |
| ハリウッド                  | ソロ（1度目）                                                                        | （オンエアなし）                                                       | -                                                                     | N/A   | 進出    |
| ハリウッド                  | グループ・パフォーマンス                                                             | 「帰ってほしいの」                                                     | ジャクソン5                                                           | N/A   | 進出    |
| ハリウッド                  | ソロ（2度目）                                                                        | エヴリシング～きみのすべてに恋してる」（オンエアなし）                 | マイケル・ブーブレ                                                    | N/A   | 進出    |
| トップ36/ セミ・ファイナル2 | Billboard Hot 100 ヒット曲                                                           | 「マン・イン・ザ・ミラー」                                             | マイケル・ジャクソン                                                  | 6     | 進出    |
| トップ13                    | マイケル・ジャクソン                                                                 | 「リメンバー・ザ・タイム」                                             | マイケル・ジャクソン                                                  | 6     | セーフ  |
| トップ11                    | グランド・オール・オプリ                                                             | 「トゥー・メイク・ユー・フィール・マイ・ラヴ」                         | ボブ・ディラン                                                        | 3     | セーフ  |
| トップ10                    | モータウン                                                                           | 「ハウ・スウィート・イット・イズ」                                     | マーヴィン・ゲイ                                                      | 2     | セーフ  |
| トップ9                     | iTunes人気曲                                                                         | 「消えゆく太陽」                                                       | ビル・ウィザース                                                      | 9     | セーフ  |
| トップ8                     | 自分の生まれた年                                                                     | 「オール・シー・ウォンツ・トゥ・ドゥ・イズ・ダンス」                   | ドン・ヘンリー                                                        | 2     | セーフ  |
| トップ7                     | 映画挿入歌                                                                           | 「フォーリング・スローリー」 - 『ONCE ダブリンの街角で』               | グレン・ハンサード & マルケタ・イルグロヴァ                           | 6     | セーフ  |
| トップ71                    | ディスコ                                                                             | 「情熱物語」                                                           | ドナ・サマー                                                          | 2     | セーフ  |
| トップ5                     | ラット・パック・スタンダード                                                         | 「ザ・ウェイ・ユー・ルック・トゥナイト」                               | フランク・シナトラ                                                    | 1     | ボトム3 |
| トップ4                     | ロックンロール デュエット ソロ                                                       | 「レネゲイト」 with ダニー・ゴーキー 「カム・トゥゲザー」              | スティクス ビートルズ                                                 | 3 4   | セーフ2 |
| トップ3                     | ジャッジ・チョイス（ランディ・ジャクソン & カーラ・ディオガルディ） 抗争者・チョイス | 「アポロジャイズ」 「ハートレス」                                      | ワンリパブリック カニエ・ウェスト                                     | 2 5   | セーフ  |
| トップ2                     | 抗争者・チョイス サイモン・フラー・チョイス 優勝者デビュー・シングル                 | 「消えゆく太陽」 「ホワッツ・ゴーイン・オン」 「ノー・バウンダリーズ」 | ビル・ウィザース マーヴィン・ゲイ クリス・アレン / アダム・ランバート | 2 4 6 | 優勝    |

### アイドル以降
デビューシングルの「ノー・バウンダリーズ」のほか、アメリカン・アイドルで演奏した楽曲は全米全土での放送終了後5月20日のうちにiTunesにおいてスタジオ録音ヴァージョンの配信が解禁された。それにより、これまで視聴者投票に影響が出ないようにと、iTunesではDL数にかかわらずDLランキングにアメリカン・アイドル関連楽曲の一切を反映していなかったが、この制限も同時に解除された。「ノー・バウンダリーズ」はアメリカ合衆国の総合シングルチャートBillboard Hot 100で初登場11位を記録している。

## ディスコグラフィ

### アルバム
- Brand New Shoes (2007)
- Kris Allen (2009)
- Thank You Camellia (2012)
- Horizons (2014)
- Letting You In (2016)

### シングル
- No Boundaries (2009)
- Live Like We're Dying (2009)
- The Truth (feat. Patrick Monahan) (2010)
- Alright with Me (2010)
- The Vision of Love (2012)
- Prove It to You (feat. Lenachka) (2014)
- Waves (2016)

#### プロモーショナル・シングル
- Baby, It Ain't Christmas Without You (2014)